# قائمة العطل الرسمية في الكونغو الديمقراطية
فيما يلي قائمة بالعُطْلات الرسمية في جمهورية الكونغو الديمقراطية

## العُطَل الرسمية
| اليوم                   | الاسم                       | مُلاحظات                                                                                              |
| ----------------------- | --------------------------- | --- |
| 1 يناير/ كانون الثاني   | رأس السنة الميلادية.        | |
| 4 يناير/ كانون الثاني   | يوم الشهداء                 | مع بداية حركة الاستقلال 1959. يحتفل باليوم لتكريم القتلى مثل الجنود والثوار وضحايا الإبادة الجماعية. |
| 16 يناير/ كانون الثاني  | اغتيال لوران ديزيريه كابيلا | اُقرّ من سنة 2001.                                                                                     |
| 17 يناير/ كانون الثاني  | اغتيال باتريس لومومبا       | اُقرّ من سنة 1961.                                                                                     |
| 1 مايو/ أيار            | يوم العمال العالمي          | |
| 17 مايو/ أيار           | عيد يوم التحرير             | اُقرّ سنة 1997 عندما إعادت تسمية زائير، إلى اسم «جمهورية الكونغو الديمقراطية»                          |
| 30 يونيو/ حزيران        | عيد الاستقلال               | اُقرّ سنة 1960 عندما حصلت جمهورية الكونغو الديمقراطية على استقلالها من الاستعمار البلجيكي.             |
| 1 أغسطس/ آب             | اليوم العالمي للوالدين      | |
| 17 نوفمبر/ تشرين الثاني | عيد القوات المسلحة          | |
| 25 ديسمبر/ كانون الأول  | عيد الميلاد                 | |